# Samischer Schriftstellerverband
Sámi girječálliid searvi (nordsamisch, norwegisch Samisk forfatterforening, dt. Samischer Schriftstellerverband) ist eine Vereinigung für samischsprachige Autoren von Belletristik, Kinder- und Jugendliteratur und Joik-Poesie. Die Mitglieder kommen aus Norwegen, Schweden, Finnland und Russland. Der Verband ist zusammen mit fünf weiteren Künstlerorganisationen Mitglied im Dachverband Rat samischer Künstler (nordsamisch Sámi Dáiddárráđis, norwegisch Samisk Kunstnerråd) und hat seinen Sitz in Karasjok.

## Geschichte
Der Verband wurde 1979 in Láhpoluoppal in der Kommune Kautokeino mit Kirste Paltto als erster Vorsitzender gegründet. Nach einer Satzungsänderung 2019 steht die Mitgliedschaft nur samischen Autoren offen, die in einer der samischen Sprachen veröffentlichen bzw. ins Samische oder aus dem Samischen übersetzen. Als eine Reaktion auf diese Änderung gründeten ehemalige Mitglieder den Verband für samische Schriftsteller, der allen samischen Schriftstellern offensteht, unabhängig von der Sprache, in der sie schreiben.

## Vorsitzende (Auswahl)
- seit 2021 Inga Ravna Eira[6]
- bis 2000 Rauni Magga Lukkari
- nach 1979 Kirste Paltto